# EYME (Automarke)
EYME war eine britische Automarke des Jahres 1913.
Das einzige Modell war ein Cyclecar. Der Wagen wurde von einem V2-Motor von J.A.P. mit 964 cm³ Hubraum angetrieben, der 8 bhp (5,9 kW) leistete.